# Neuralink
Pour les articles homonymes, voir Neurologie et link.
Neuralink est une start-up américaine en neurotechnologie, cofondée en 2016 par Elon Musk (patron de Tesla) et huit autres chercheurs ou ingénieurs, à San Francisco, avec comme objectif la recherche et le développement d'implants cérébraux de type Interface neuronale directe implantables chez des patients dont le cerveau a été lésé.
Le terme transhumanisme n'apparaît pas dans les statuts juridiques ou les documents officiels de Neuralink, mais des commentateurs académiques ou médiatiques ont qualifié certains objectifs de l'entreprise comme en relevant, notamment après qu'Elon Musk ait dit, lors de la conférence annuelle de Neuralink en 2020, vouloir atteindre une « symbiose avec l'IA ».

## Description

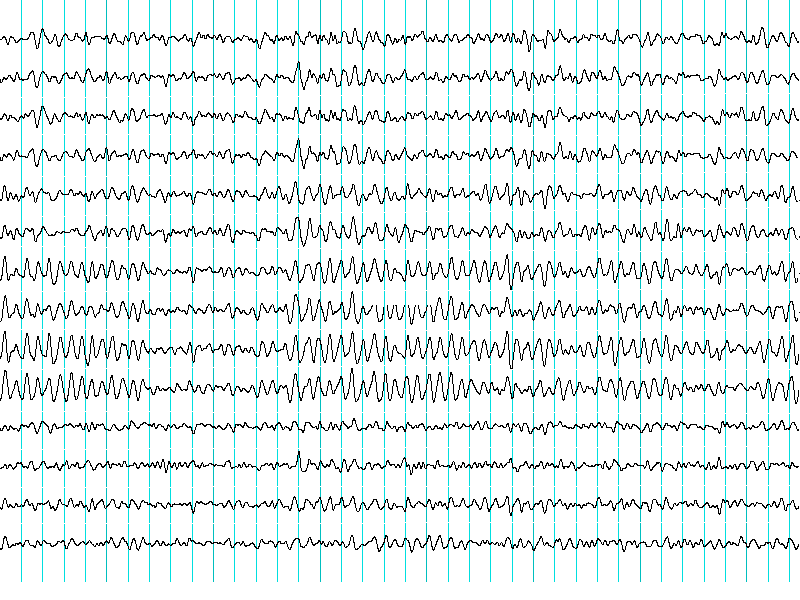
Exemple d'enregistrement d'ondes cérébrales par électroencéphalogramme.

La société de recherche et développement Neuralink vise à développer des puces électroniques-neurologiques (neurochip (en)) pouvant être intégrées dans le cerveau, par exemple pour augmenter la mémoire, ou piloter des terminaux par la pensée, ou encore pour mieux associer le cerveau et l'intelligence artificielle,,...
À l'image de la reconnaissance automatique de la parole et d'empreinte acoustique, le principe d'interactions humain-machine repose entre autres sur la reconnaissance et le traitement informatique-numérique d'ondes cérébrales enregistrées par électroencéphalogramme.

Lors d'une présentation de 2020 effectuée par Elon Musk, l'implant mesurait 23 mm de diamètre pour 8 mm d'épaisseur. Une taille réduite qui devrait permettre à la puce d'être implantée facilement, en ne laissant qu'une petite cicatrice sous le cuir chevelu. 

## Histoire

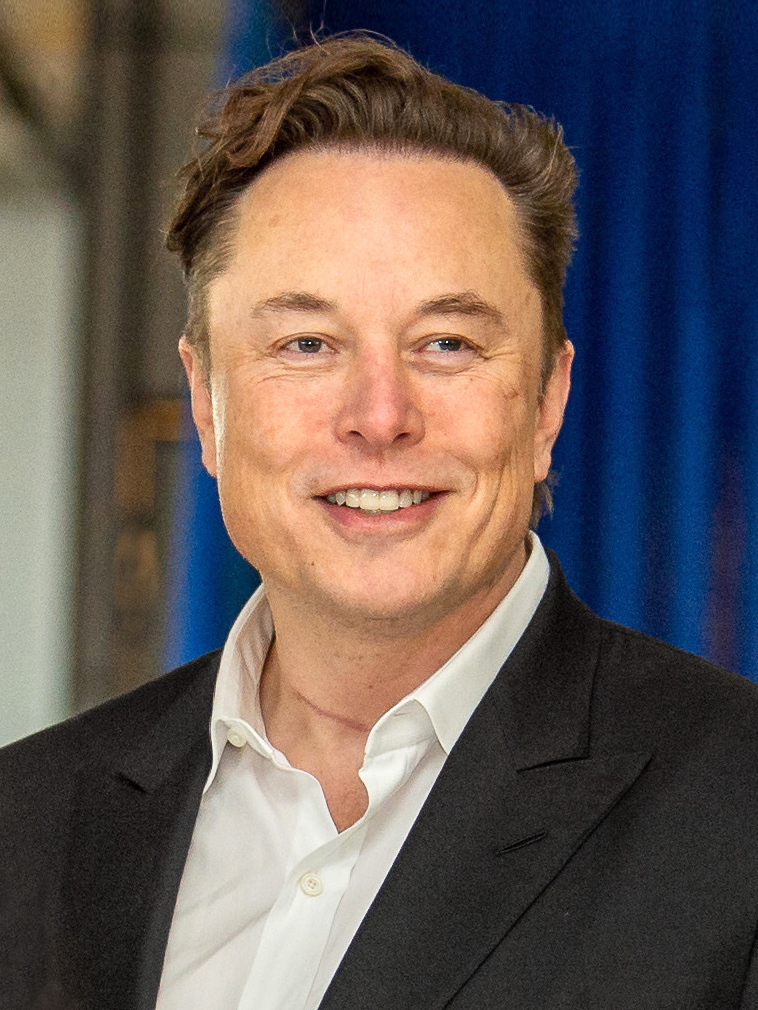
Elon Musk (2022)

En 2015, Elon Musk et Sam Altman fondent leur startup OpenAI (ChatGPT, intelligence artificielle, IA) dans le Pioneer Building (bâtiment des pionniers, en anglais) de San Francisco, au nord de l'actuelle Silicon Valley en Californie
En 2016, dans les mêmes lieux, Elon Musk fonde une seconde startup : Neuralink, avec une équipe de huit co-fondateurs (Ben Rapoport, Dongjin Seo, Max Hodak, Paul Merolla, Philip Sabes, Tim Gardner, Tim Hanson, Vanessa Tolosa),,,,,.
La société est basée à Fremont, en Californie. En 2024, elle annonce prévoir un bâtiment de trois étages de bureaux et d'espaces de production, près d'Austin, dans la localité de Del Valle, à environ 16 kilomètres à l'est de la Gigafactory Texas, le siège social et site de production de Tesla ouvert en 2022.
Depuis sa création, l'entreprise a recruté des neuroscientifiques de renom issus d'universités prestigieuses et cherche à recruter d'autres experts du domaine.
En 2019, Neuralink, qui comptait alors 90 employés, lève 158 millions de dollars (dont 100 millions apportés par Elon Musk). À cette époque, Neuralink annonçait alors travailler sur un appareil un peu « similaire à une machine à coudre » capable d'implanter dans le cerveau des fils-électrodes très fins (4 à 6 μm de largeur), pour permettre de lire des données neuronales (à ce stade, chez le rat de laboratoire via 1 500 électrodes). Neuralink envisageait alors des essais cliniques humains à partir de 2020, mais ces essais ont été repoussés à 2023.
En mai 2023, l'entreprise a obtenu l'approbation de la FDA pour entamer les essais cliniques sur l'humain aux États-Unis. Le 29 janvier 2024, Elon Musk a annoncé que Neuralink avait réalisé avec succès une implantation cérébrale chez un patient humain, désormais en convalescence.

### Robot chirurgical
Un nouveau type de robot chirurgical est nécessaire pour insérer des implants neuronaux flexibles, en grande quantité et avec précision sans endommager les cellules périphériques et le cerveau. Dès 2019, Neuralink affirme concevoir et tester  un tel robot, capable d'implanter rapidement de nombreuses sondes flexibles dans le cerveau. Cette approche vise à éviter les lésions tissulaires et les problèmes de durabilité associés aux sondes plus rigides et volumineuses,,.
Ce robot chirurgical est doté d'une tête d'insertion équipée d'une aiguille de 25 μm de diamètre en alliage de tungstène-rhénium, destinée à attacher les boucles d'insertion, injecter les sondes individuelles, et pénétrer les méninges ainsi que le tissu cérébral. Dans sa version de 2019, il peut insérer jusqu'à six fils (192 électrodes) par minute. Un moteur linéaire actionne l'aiguille, permettant une rétraction rapide et une vitesse d'insertion modulable. Une pince composée d'un fil de tungstène de 50 μm plié à l'extrémité est entraînée de façon axiale et rotative. Un système d'imagerie intégré à la tête d'insertion permet la navigation, le guidage en temps réel, ainsi que la vérification des insertions,,.

### Électronique

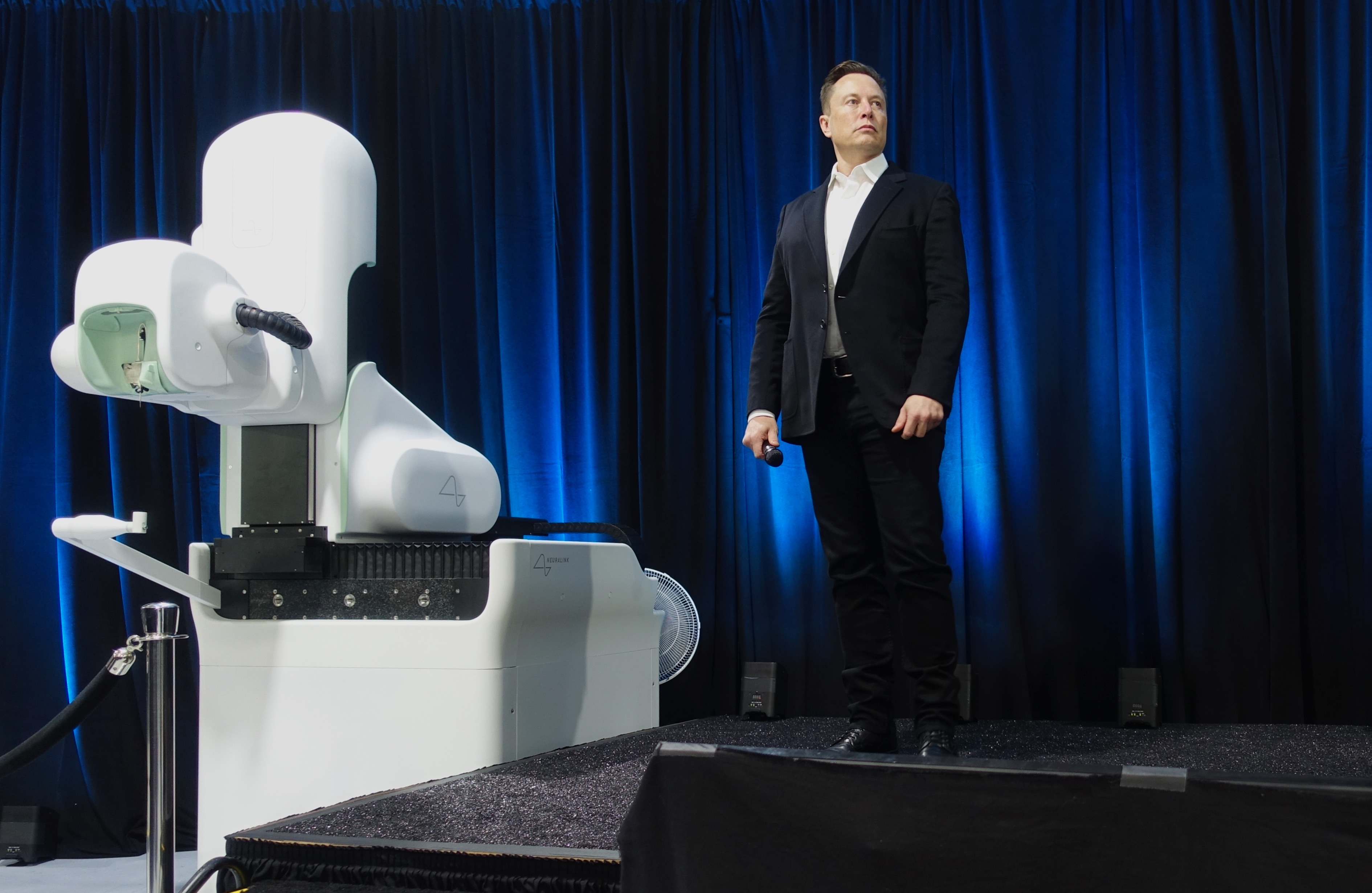
Elon Musk présentant Neuralink

Neuralink a développé un circuit intégré spécifique (ASIC) permettant un système d'enregistrement à 1 536 canaux. Ce système comprend 256 amplificateurs programmables, des convertisseurs analogique-numérique intégrés, et des circuits périphériques chargés de la sérialisation des signaux numérisés,.
L'objectif est de convertir les signaux neuronaux en code binaire intelligible, pour mieux comprendre le fonctionnement cérébral, et pouvoir, à terme, stimuler les neurones ciblés. En 2019, les électrodes de Neuralink sont encore trop grandes pour enregistrer l'activité d'un neurone isolé ; elles enregistrent plutôt l'activité de groupes de neurones. Selon Neuralink, ce problème pourrait être compensé par des algorithmes, mais cela reste coûteux en calculs et approximatif.
En juillet 2020, Musk annonce que Neuralink a obtenu de la FDA le statut de dispositif innovant (*breakthrough device*), permettant des essais humains limités dans le cadre de sa réglementation sur les dispositifs médicaux,.

### Défi public de compression
Le 29 mai 2024, Elon Musk a lancé un appel public concernant un défi technique rencontré par Neuralink. Selon lui, le volume de données à transmettre exige un système de compression supérieure à 200 fois, actif en temps réel, sans perte, et consommant très peu d'énergie ; un objectif jugé « totalement extravagant » par le consultant en logiciel Roy van Rijn,.

### Tests sur des animaux

Jeu vidéo Pong, activé par la pensée

En juillet 2019, Elon Musk a expliqué que la société avait déjà greffé des capteurs dans le cerveau d'un singe surnommé Bastien, pour lui permettre de contrôler mentalement un ordinateur.
Fin août 2020, Neuralink a présenté en direct une truie nommée Gertrude possédant une puce implantée dans le cerveau qui transmet ses signaux neurologiques. Cette même année, Neuralink cesse sa collaboration avec l'université de Californie à Davis et rapatrie les singes dans ses locaux où se poursuivent les expérimentations.
Le 9 avril 2021, l'entreprise diffuse une vidéo d'un singe jouant au jeu Pong par la pensée[réf. nécessaire].

### Projets d'application humaine

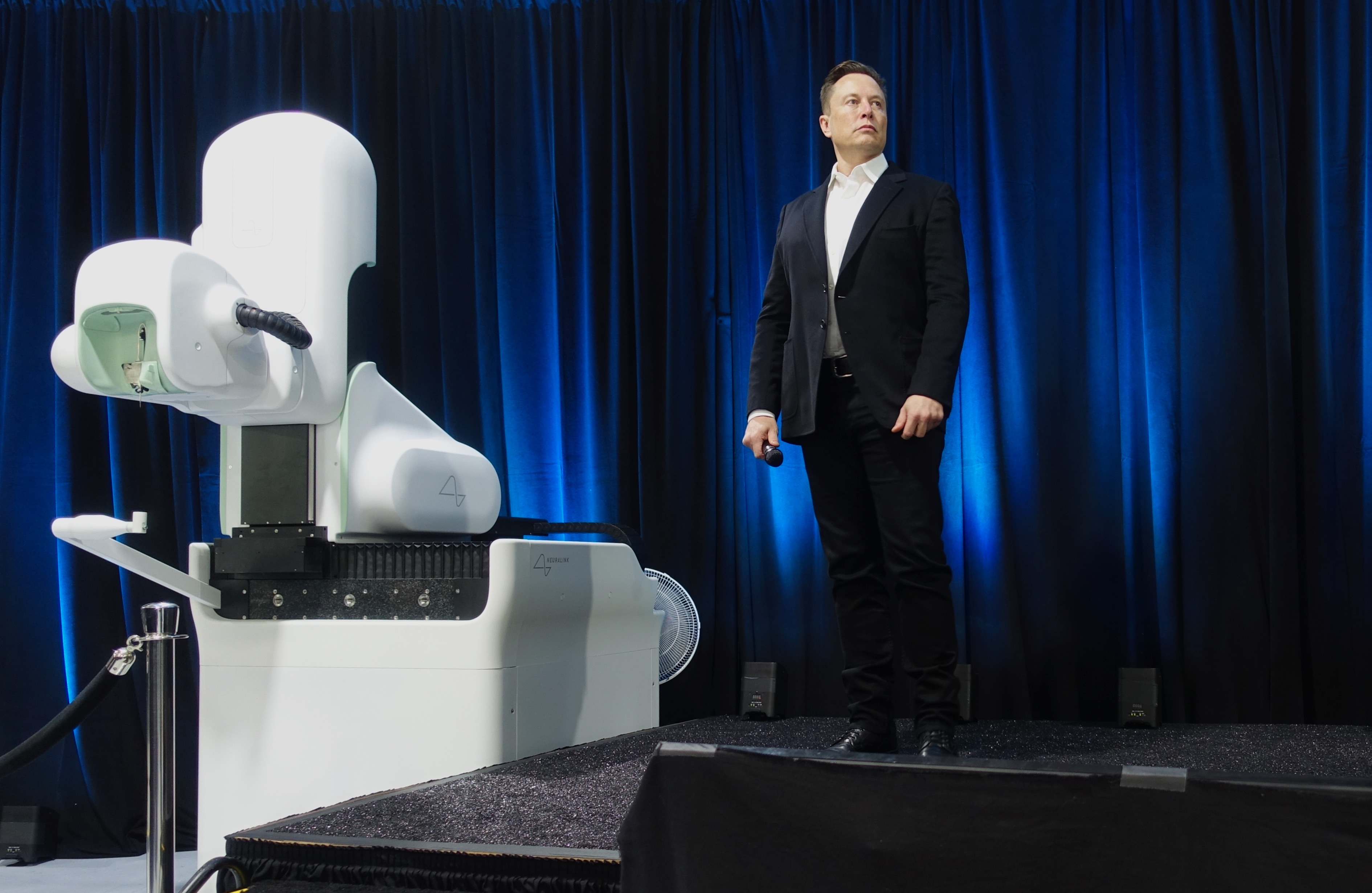
Elon Musk présente son robot Neuralink, d'implantation chirurgicale de puces Neuralink (28 août 2020).

Neuralink avait l'intention de commencer à travailler avec des sujets de tests humains dès 2020, grâce à des collaborations avec des neurochirurgiens en particulier de l'université Stanford de Californie.
Un projet d'implantation de micro-électrodes chez une personne paralysée pour cause de lésion de la moelle épinière, en préparation, pourrait être expérimenté, si la Food and Drug Administration donne son autorisation. Le régulateur américain (FDA) a d'abord, au début 2023, rejeté la demande d'Elon Musk (déposée début de 2022) de tester des puces cérébrales chez l'homme, invoquant des risques pour la sécurité (quid de la batterie au lithium de l'appareil, du risque que les minuscules fils de l'implant migrent vers d'autres zones du cerveau ; et comment ensuite retirer l'appareil sans endommager les tissus cérébraux...).  Le 25 mai 2023, Elon Musk annonce avoir obtenu l'autorisation de la FDA de tester ses implants sur des cerveaux humains,,.
En 2024, le 29 janvier, Elon Musk annonce que Neuralink a implanté (la veille) avec succès un implant Neuralink chez un humain et que le patient se rétablit, ajoutant que « les premiers résultats montrent une détection prometteuse des pics neuronaux. ». Le 20 mars 2024, Neuralink présente ce patient, nommé Noland Arbaugh, 29 ans, via une diffusion en direct sur X. Arbaugh était devenu tétraplégique après un accident de plongée ayant luxé ses vertèbres C4 et C5. Plus tard dans la diffusion en direct, Noland a démontré sa capacité à déplacer « par télépathie » un curseur sur un écran d'ordinateur pour lui permettre de contrôler la musique et de jouer à des jeux tels que les échecs. Il reconnaît que l'appareil n'est pas encore parfait, mais il est enthousiasmé par l'avenir et pense que cela a déjà changé sa vie de manière significative. 

Le 2 août, Elon Musk a annoncé qu'un deuxième patient avait reçu un implant et qu'il y aurait plusieurs patients implantés avant la fin de l'année ; et en septembre, l'entreprise annonce un nouveau programme de recherche (baptisé Blindsight), visant à permettre à des personnes aveugles dont le cortex visuel est intact de recouvrer une certaine forme de vision, projet qualifié de « percée technologique » par le gouvernement fédéral des États-Unis, ce qui devrait en accélérer le développement.
En 2025, l'entreprise annonce en juin que des sujets implantés dans le cadre du programme Telepathy peuvent commander leur téléphone ou leur ordinateur par la pensée, mais l'entreprise qui, mi-2025, a 7 volontaires en cours, a obtenu en 2025 des autorisations pour lancer des tests au Canada, au Royaume-Uni et aux Émirats arabes unis.

## Réception dans le monde scientifique
Selon le Journal Nature (février 2024) : après une première implantation d'un dispositif informatique bidirectionnel et de lecture cérébrale chez un humain, présenté comme permettant de compenser une paralysie sévère en contrôlant des appareils par la pensée, et après l'annonce par Musk d'une nouvelle capacité à guérir la cécité (mars 2024), des chercheurs se montrent préoccupés par les questions éthiques induites et par le manque de transparence et d'informations détaillées sur cet essai qui se distingue d'autres technologies (par des électrodes flexibles, et une connexion sans fil, offrant néanmoins une communication cerveau-machine à large bande passante),.

## Critiques

### Protection animale
Une plainte a été déposée en septembre 2020 par le PCRM (Physicians Committee for Responsible Medicine (en)) contre Neuralink et l'université de Californie à Davis, où les expérimentations animales ont eu lieu, leur permettant d'avoir accès aux documents décrivant les expérimentations.
Le PCRM dépose une nouvelle plainte en 2022 pour maltraitance animale du fait de la souffrance et la mort de plusieurs singes à la suite d'expériences entre 2017 et 2020. Cette plainte leur permettrait également d'accéder aux photos et vidéos des expérimentations auxquelles l'association n'a pas pu avoir accès jusqu'alors. Neuralink confirme l'euthanasie de six singes, un à cause d'une mauvaise réaction à BioGlue, un autre parce que son implant était défectueux, et quatre autres à la suite d'infections.
En décembre 2022, l'agence Reuters révèle qu'environ 1 500 animaux seraient morts lors des expérimentations de Neuralink depuis 2018, et qu'une enquête fédérale est en cours concernant les maltraitances animales. La pression que mettrait Elon Musk sur ses employés pour obtenir des résultats rapidement serait notamment en cause, provoquant des erreurs humaines lors d'actes chirurgicaux précipités,.

### Applications humaines
Elon Musk annonce aussi que son projet permettra de soigner l'autisme et la schizophrénie, ce qui suscite des critiques et du scepticisme. La National Autistic Society britannique répond que, l'autisme n'étant pas une maladie, mais un aspect fondamental de l'identité des personnes concernées, il ne peut être soigné par l'implant de Neuralink.
Une enquête de l'agence Reuters révèle en 2024 que Neuralink a caché certains problèmes liés à ses implants, comme des fils pouvant se détacher.